# 2009年アブダビグランプリ
2009年アブダビグランプリは2009年F1世界選手権第17戦として、2009年11月1日にヤス・マリーナ・サーキットで開催されたレース。正式名称は、2009 FORMULA 1 ETIHAD AIRWAYS ABU DHABI GRAND PRIX。

## 概要
前年までチャンピオンシップ最終戦だったブラジルGPに代わり、最終戦として開催された。ただしドライバーズ・コンストラクターズともチャンピオンは前戦ブラジルGPで確定している。
このレースは夕方からスタートしてゴールする頃には完全に日が落ちる世界初のトワイライトレースであった。
しかし視界は格段問題なく、むしろシンガポールよりもいいというドライバーさえいた。
シーズンの最終戦ゆえ、2009年のレギュレーションで戦われる最後のレースでもあった。特に2010年のレギュレーションではレース中の給油が禁止されるため、給油戦略が影響するレースはこれで（当分は）見納めとなった。また、コンストラクターではシーズン途中に撤退を発表したBMWザウバーにとってはこれが最後のレースであり、シーズン終了後に撤退を発表したトヨタF1も結果的にはこれが最後のレースとなった。
トヨタは当初はティモ・グロックが再び出走する予定だったが医師の判断で出走を取りやめたため、前戦ブラジルGPに引き続き小林可夢偉が出走することとなった。

## 予選

### 展開

#### Q1
気温30℃、路面温度33℃、湿度55％
トロ・ロッソのハイメ・アルグエルスアリを先頭に各車アタックに入る。初開催のサーキットであるため、多くのマシンが周回を重ねる。7分が経過したところでブラウンGPのジェンソン・バトンが最初に1分41秒台をマークする。
残り8分となったところで今度はマクラーレンのルイス・ハミルトンが1分40秒365と大きくタイムを更新し、全車を通じて最初に1分40秒台をマークする。更に次の周回で1分39秒873と1分40秒を切るタイムをマークする。
この時点で2位のフェラーリ、キミ・ライコネンのタイムは1分41秒206と2位以下に1秒以上の差をつける。
残り時間がなくなり、ボーダーラインの15番手にいたルノーのフェルナンド・アロンソはタイムを更新するも順位を上げられない。その後ろからノックアウトゾーンにいたマクラーレンのヘイッキ・コバライネンが7番手タイムをマークし、アロンソが16番手に下がる。この結果、ルノーの2台、フォース・インディアの2台、そして今回が引退レースとなるフェラーリのジャンカルロ・フィジケラがQ1敗退となった。

#### Q2
気温30℃、路面温度32℃、湿度59％
Q2が始まり、1分が経過したところでコバライネンが最初にコースに出る。そのコバライネンは残り時間が約半分になったところでハードタイヤに交換し、もう一度コースアタックを行う。しかし残り6分でコバライネンがスローダウンし、マシンを止める。
残り2分となり、上位はレッドブルのワンツー体制となる。しかし残り1分でバトンがトップに立つ。残り時間がわずかとなり、ハミルトンがQ1のタイムを上回り、トップに立つ。そのままQ2が終了し、ライコネン、トヨタの小林、コバライネン、ウィリアムズの中嶋一貴、アルグエルスアリがQ2敗退となった。

#### Q3
気温29℃、路面温度32℃、湿度60％
日が沈んだ後、Q3が開始される。日は沈んだものの、コースは照明で照らされる。
1分が経過し、ハミルトンを除く全車がコースに出る。ハミルトンも9台のマシンに続いてコースに出る。タイヤは全車ハードタイヤでアタックに入る。ハミルトンが計測2周目でトップタイムをマークする。残り時間がなくなり、レッドブルのマーク・ウェバーがトップタイムをマークする。更にチームメイトのセバスチャン・ベッテルがそのタイムを上回る。しかし最後にハミルトンがベッテルを0秒667上回り今期4度目のポール・ポジション獲得。ハミルトンは予選全セッションで圧倒的な速さを見せ付けた。2番手、3番手にはコンストラクターズランキング2位のレッドブル勢となり、4番手、5番手にタイトルを獲得したブラウンGPの2台が続く形となった。

### 結果
| 順位 | No | ドライバー                 | チーム                         | Q1       | Q2       | Q3       | グリッド | 重量    |
| ---- | -- | -------------------------- | ------------------------------ | -------- | -------- | -------- | -------- | ------- |
| 1    | 1  | ルイス・ハミルトン         | マクラーレン・メルセデス       | 1'39.873 | 1'39.695 | 1'40.948 | 1        | 658.3kg |
| 2    | 15 | セバスチャン・ベッテル     | レッドブル・ルノー             | 1'40.666 | 1'39.984 | 1'41.615 | 2        | 663.0kg |
| 3    | 14 | マーク・ウェバー           | レッドブル・ルノー             | 1'40.667 | 1'40.272 | 1'41.726 | 3        | 660.0kg |
| 4    | 23 | ルーベンス・バリチェロ     | ブラウンGP                     | 1'40.574 | 1'40.421 | 1'41.786 | 4        | 655.0kg |
| 5    | 22 | ジェンソン・バトン         | ブラウンGP                     | 1'40.378 | 1'40.148 | 1'41.786 | 5        | 657.0kg |
| 6    | 9  | ヤルノ・トゥルーリ         | トヨタ                         | 1'40.517 | 1'40.373 | 1'41.897 | 6        | 661.0kg |
| 7    | 5  | ロバート・クビサ           | BMWザウバー                    | 1'40.520 | 1'40.545 | 1'41.992 | 7        | 654.5kg |
| 8    | 6  | ニック・ハイドフェルド     | BMWザウバー                    | 1'40.558 | 1'40.635 | 1'42.343 | 8        | 664.0kg |
| 9    | 16 | ニコ・ロズベルグ           | ウィリアムズ・トヨタ           | 1'40.842 | 1'40.661 | 1'42.583 | 9        | 665.0kg |
| 10   | 12 | セバスチャン・ブエミ       | トロ・ロッソ・フェラーリ       | 1'40.908 | 1'40.430 | 1'42.713 | 10       | 661.5kg |
| 11   | 4  | キミ・ライコネン           | フェラーリ                     | 1'41.100 | 1'40.726 |          | 11       | 692.0kg |
| 12   | 10 | 小林可夢偉                 | トヨタ                         | 1'41.035 | 1'40.777 | 12       | 694.3kg  |         |
| 13   | 2  | ヘイッキ・コバライネン     | マクラーレン・メルセデス       | 1'40.808 | 1'40.983 | 18       | 697.0kg  |         |
| 14   | 17 | 中嶋一貴                   | ウィリアムズ・トヨタ           | 1'41.106 | 1'41.148 | 13       | 704.0kg  |         |
| 15   | 11 | ハイメ・アルグエルスアリ   | トロ・ロッソ・フェラーリ       | 1'41.503 | 1'41.689 | 14       | 696.5kg  |         |
| 16   | 7  | フェルナンド・アロンソ     | ルノー                         | 1'41.667 |          | 15       | 708.3kg  |         |
| 17   | 21 | ヴィタントニオ・リウッツィ | フォースインディア・メルセデス | 1'41.701 | 16       | 695.0kg  |          |         |
| 18   | 20 | エイドリアン・スーティル   | フォースインディア・メルセデス | 1'41.863 | 17       | 696.0kg  |          |         |
| 19   | 8  | ロマン・グロージャン       | ルノー                         | 1'41.950 | 19       | 710.8kg  |          |         |
| 20   | 3  | ジャンカルロ・フィジケラ   | フェラーリ                     | 1'42.184 | 20       | 692.5kg  |          |         |

- Car No.2はギアボックスを交換のため5グリット降格ペナルティ

## 決勝

### 展開
コバライネンがギアボックス交換により、5グリッド降格ペナルティを受け、18番手スタートとなった。

タイヤはフィジケラのみがソフトタイヤ、その他のマシンはハードタイヤを選択。
スタートでは3番手スタートのウェバーが1コーナーでふくらみ、そのインをブラウンGPのルーベンス・バリチェロがつくが、ウェバーがマシンをインによせ、2台が接触し、バリチェロのフロントウィングが破損する。しかし順位は変わらない。後方では12番手スタートの小林がライコネンをかわして順位を上げる。ルノーでの最終戦となったアロンソは16番手スタートから更に順位を落とす。7番手スタートのロバート・クビサはバックストレートでヤルノ・トゥルーリに迫るがかわすことはできない。しかしその直後のロングストレートでも再び差をつめ、11～13コーナーにかけてのシケインで接触しながらトゥルーリをオーバーテイクすることに成功。更にバトンがチームメイトのバリチェロを同じコーナーでかわして順位を上げる。
7周目、トップの3台はファステストラップを更新しながら後方との差を徐々に離していく。上位陣ではバリチェロとクビサが16周目に最初にピットインを行う。2台とも燃料を多く積み、ソフトタイヤを履く周回数を少なくする作戦をとる。次の周回でトップのハミルトンとバトンがピットイン。バトンも燃料を多く積み、第3スティントの周回数を10周以下にする作戦に出る。ピットアウト後、バトンは小林の前に戻るが、燃料を重く積んでいるバトンに対して軽い小林がバックストレートでバトンに迫る。バトンはインをガードし、順位を守ったかに見えたが、8コーナーでブレーキを遅らせたためにインが空いてしまい、その横を小林がかわしていく。次の18周目にウェバーがピットイン。チームメイトのベッテルが次の周回でピットインを行うが、その直前にアルグエルスアリがピットの場所を間違え、レッドブルのピットに入ってしまう。しかしベッテルは何事もなくピット作業を終え、ハミルトンをかわしてトップに立つ。2位に順位を下げたハミルトンは右リアタイヤからバイブレーションが発生し、20周目でリタイヤとなる。2ストップのマシンが1度目のピットインを終え、順位はベッテル、ウェバー、小林、バトン、バリチェロ、ライコネン、コバライネン、ハイドフェルドの上位8台となる。
1ストップのマシンで最上位の小林は軽い燃料で自己ベストを連発し、2位のウェバーとの差を縮めていく。29周目に6位を走行していたライコネンが1ストップ勢で最初にピットインを行う。次の周回で小林がピットイン。無事にピット作業を追え、11番手でコースに戻る。34周目にルノーでの最終戦となるアロンソが全車を通じて最後にピットインを行う。38周目、2ストップのマシンがこの周回から2度目のピットインをし始める。まず最初にピットに入ったのは8番手を走行していたロズベルグ。ロズベルグはピットアウトし、小林の後ろ、10番手でコースに戻る。次の周回でクビサがピットイン。クビサはロズベルグの前、9番手でコースに戻る。更に次の周回で2番手を走行していたウェバーがピットイン。更に次の周、41周目にバリチェロ、ハイドフェルドが同時にピットイン。この2台は小林の前、5番手、6番手でコースに戻る。その直後、9番手を走行していたクビサが8番手のブエミを抜きにかかるが、9コーナーでスピン、その隙にロズベルグに先行されてしまう。42周目にトップのベッテル、バトン、トゥルーリがピットイン。これで全車がピットインを終え、今後しばらく見られることのなくなる給油作業を終えコースに戻る。
ピットアウト直後5秒ほどあった2番手ウェバーと、3番手バトンとの差が残り6周で1秒未満まで縮まってくる。その後、バトンは更に差を縮めるが、ウェバーもセクター1でファステストをマークし、ポジションを守る。残り2周でバトンはウェバーを抜きにかかるが、ウェバーはマシンをスリップさせながらもバトンを抑える。残り1周となってもバトンはストレートエンドで何度もウェバーに迫るが、ウェバーがインをキープし、バトンを先に行かせない。結局バトンはウェバーをかわすことができなかった。
初のトワイライトレースとなったアブダビグランプリを制したのはベッテル、2位はチームメイトのウェバー、3位は激しい2位争いを演じたバトン、4位以下バリチェロ、ハイドフェルド、小林、トゥルーリ、ブエミまでがポイントを獲得した。小林はデビュー2戦目で6位3ポイントを獲得した。
今年、コンストラクターズタイトルを争った2チームが最後のレースでも速さを見せつけて2009年のF1世界選手権が幕を閉じた。中嶋は13位で完走し、ノーポイント。中嶋は2009年のF1全戦に出走したドライバーで唯一0ポイントのままシーズンを終えた。

### 結果
| 順位 | No | ドライバー                 | チーム                         | 周回数 | タイム／リタイア | グリッド | ポイント |
| ---- | -- | -------------------------- | ------------------------------ | ------ | ---------------- | -------- | -------- |
| 1    | 15 | セバスチャン・ベッテル     | レッドブル・ルノー             | 55     | 1:34'03.414      | 2        | 10       |
| 2    | 14 | マーク・ウェバー           | レッドブル・ルノー             | 55     | +17.857          | 3        | 8        |
| 3    | 22 | ジェンソン・バトン         | ブラウン・メルセデス           | 55     | +18.462          | 5        | 6        |
| 4    | 23 | ルーベンス・バリチェロ     | ブラウン・メルセデス           | 55     | +22.735          | 4        | 5        |
| 5    | 6  | ニック・ハイドフェルド     | BMWザウバー                    | 55     | +26.253          | 8        | 4        |
| 6    | 10 | 小林可夢偉                 | トヨタ                         | 55     | +28.343          | 12       | 3        |
| 7    | 9  | ヤルノ・トゥルーリ         | トヨタ                         | 55     | +34.366          | 6        | 2        |
| 8    | 12 | セバスチャン・ブエミ       | トロ・ロッソ・フェラーリ       | 55     | +41.294          | 10       | 1        |
| 9    | 16 | ニコ・ロズベルグ           | ウィリアムズ・トヨタ           | 55     | +45.941          | 9        |          |
| 10   | 5  | ロバート・クビサ           | BMWザウバー                    | 55     | +48.180          | 7        |          |
| 11   | 2  | ヘイッキ・コバライネン     | マクラーレン・メルセデス       | 55     | +52.798          | 18       |          |
| 12   | 4  | キミ・ライコネン           | フェラーリ                     | 55     | +54.317          | 11       |          |
| 13   | 17 | 中嶋一貴                   | ウィリアムズ・トヨタ           | 55     | +59.839          | 13       |          |
| 14   | 7  | フェルナンド・アロンソ     | ルノー                         | 55     | +1'09.687        | 15       |          |
| 15   | 21 | ヴィタントニオ・リウッツィ | フォースインディア・メルセデス | 55     | +1'34.450        | 16       |          |
| 16   | 3  | ジャンカルロ・フィジケラ   | フェラーリ                     | 54     | +1 Lap           | 20       |          |
| 17   | 20 | エイドリアン・スーティル   | フォースインディア・メルセデス | 54     | +1 Lap           | 17       |          |
| 18   | 8  | ロマン・グロージャン       | ルノー                         | 54     | +1 Lap           | 19       |          |
| Ret  | 1  | ルイス・ハミルトン         | マクラーレン・メルセデス       | 20     | ブレーキ         | 1        |          |
| Ret  | 11 | ハイメ・アルグエルスアリ   | トロ・ロッソ・フェラーリ       | 18     | ギアボックス     | 14       |          |